# Ален Петер
Ален Петер (25. октобар 1987. Суботица) је српски хокејаш који тренутно игра у Спартаку. Игра на позицији нападача.

## Каријера

### Клупска каријера
Каријеру је започео у Спартаку 2002. године. За године проведене у клубу освојио је једну титулу у Хокејашкој лиги Србије. Затим 2005. године прелази у Нови Сад. Након годину дана проведених у Новом Саду због повреде паузира 2 године након чега се поново враћа у Спартак и са клубом игра финале Хокејашке лиге Србије у сезони 2009/10.

### Репрезентација
За јуниорску репрезентацију Србије и Црне Горе играо је на Светском првенству - Дивизија II, 2005. године.

## Клупска статистика
| Сезона   | Клуб    | Лига                  | Утакмице | Голови | Асистенције | Поени | Каз.мин. |
| -------- | ------- | --------------------- | -------- | ------ | ----------- | ----- | -------- |
| 2007/08. | Спартак | Хокејашка лига Србије | 11       | 8      | 7           | 15    | 2        |
| 2008/09. | Спартак | Хокејашка лига Србије | 7        | 8      | 6           | 14    | 0        |
| 2009/10. | Спартак | Хокејашка лига Србије | 12       | 5      | 8           | 13    | 0        |
| 2010/11. | Спартак | Хокејашка лига Србије | 4        | 3      | 1           | 5     | 0        |
| 2011/12. | Спартак | Хокејашка лига Србије | 7        | 4      | 6           | 10    | 0        |
| 2012/13. | Спартак | Хокејашка лига Србије | 4        | 4      | 5           | 9     | 0        |

## Статистика у репрезентацији
| Година | Клуб   | Такмичење                       | Утакмице | Голови | Асистенције | Поени | Каз.мин. |
| ------ | ------ | ------------------------------- | -------- | ------ | ----------- | ----- | -------- |
| 2005.  | Србија | Светско првенство — Дивизија II | 5        | 0      | 0           | 0     | 2        |